# Vaudemange
Vaudemange és un municipi francès, situat al departament del Marne i a la regió del Gran Est. L'any 2007 tenia 293 habitants.

## Demografia

### Població
El 2007 la població de fet de Vaudemange era de 293 persones. Hi havia 101 famílies, de les quals 16 eren unipersonals (4 homes vivint sols i 12 dones vivint soles), 28 parelles sense fills i 57 parelles amb fills.
La població ha evolucionat segons el següent gràfic:
Habitants censats

### Habitatges
El 2007 hi havia 117 habitatges, 106 eren l'habitatge principal de la família, 2 eren segones residències i 9 estaven desocupats. Tots els 117 habitatges eren cases. Dels 106 habitatges principals, 78 estaven ocupats pels seus propietaris, 26 estaven llogats i ocupats pels llogaters i 2 estaven cedits a títol gratuït; 1 tenia dues cambres, 8 en tenien tres, 19 en tenien quatre i 78 en tenien cinc o més. 94 habitatges disposaven pel capbaix d'una plaça de pàrquing. A 34 habitatges hi havia un automòbil i a 65 n'hi havia dos o més.

### Piràmide de població
La piràmide de població per edats i sexe el 2009 era:
| Homes | Edats   | Dones |
| ----- | ------- | ----- |
| 0     | 95 o +  | 0     |
| 0     | 90 a 94 | 0     |
| 0     | 85 a 89 | 4     |
| 0     | 80 a 84 | 0     |
| 0     | 75 a 79 | 0     |
| 12    | 70 a 74 | 0     |
| 4     | 65 a 69 | 12    |
| 4     | 60 a 64 | 8     |
| 8     | 55 a 59 | 8     |
| 8     | 50 a 54 | 8     |
| 4     | 45 a 49 | 8     |
| 4     | 40 a 44 | 4     |
| 4     | 35 a 39 | 8     |
| 16    | 30 a 34 | 4     |
| 8     | 25 a 29 | 12    |
| 0     | 20 a 24 | 8     |
| 4     | 15 a 19 | 4     |
| 4     | 10 a 14 | 4     |
| 8     | 5 a 9   | 8     |
| 16    | 0 a 4   | 8     |

## Economia
El 2007 la població en edat de treballar era de 178 persones, 147 eren actives i 31 eren inactives. Les 147 persones actives estaven ocupades(81 homes i 66 dones).. De les 31 persones inactives 12 estaven jubilades, 12 estaven estudiant i 7 estaven classificades com a «altres inactius».

### Ingressos
El 2009 a Vaudemange hi havia 105 unitats fiscals que integraven 297 persones, la mediana anual d'ingressos fiscals per persona era de 21.344 €.

### Activitats econòmiques
Dels 10 establiments que hi havia el 2007, 1 era d'una empresa alimentària, 1 d'una empresa de fabricació d'altres productes industrials, 1 d'una empresa de comerç i reparació d'automòbils, 1 d'una empresa d'informació i comunicació, 1 d'una empresa financera, 4 d'empreses immobiliàries i 1 d'una empresa classificada com a «altres activitats de serveis».
L'únic servei als particulars que hi havia el 2009 era una agència immobiliària.
L'any 2000 a Vaudemange hi havia 34 explotacions agrícoles que ocupaven un total de 1.012 hectàrees.

## Equipaments sanitaris i escolars
El 2009 hi havia una escola elemental integrada dins d'un grup escolar amb les comunes properes formant una escola dispersa.

## Poblacions més properes
El següent diagrama mostra les poblacions més properes.